# Ondřej Pažout

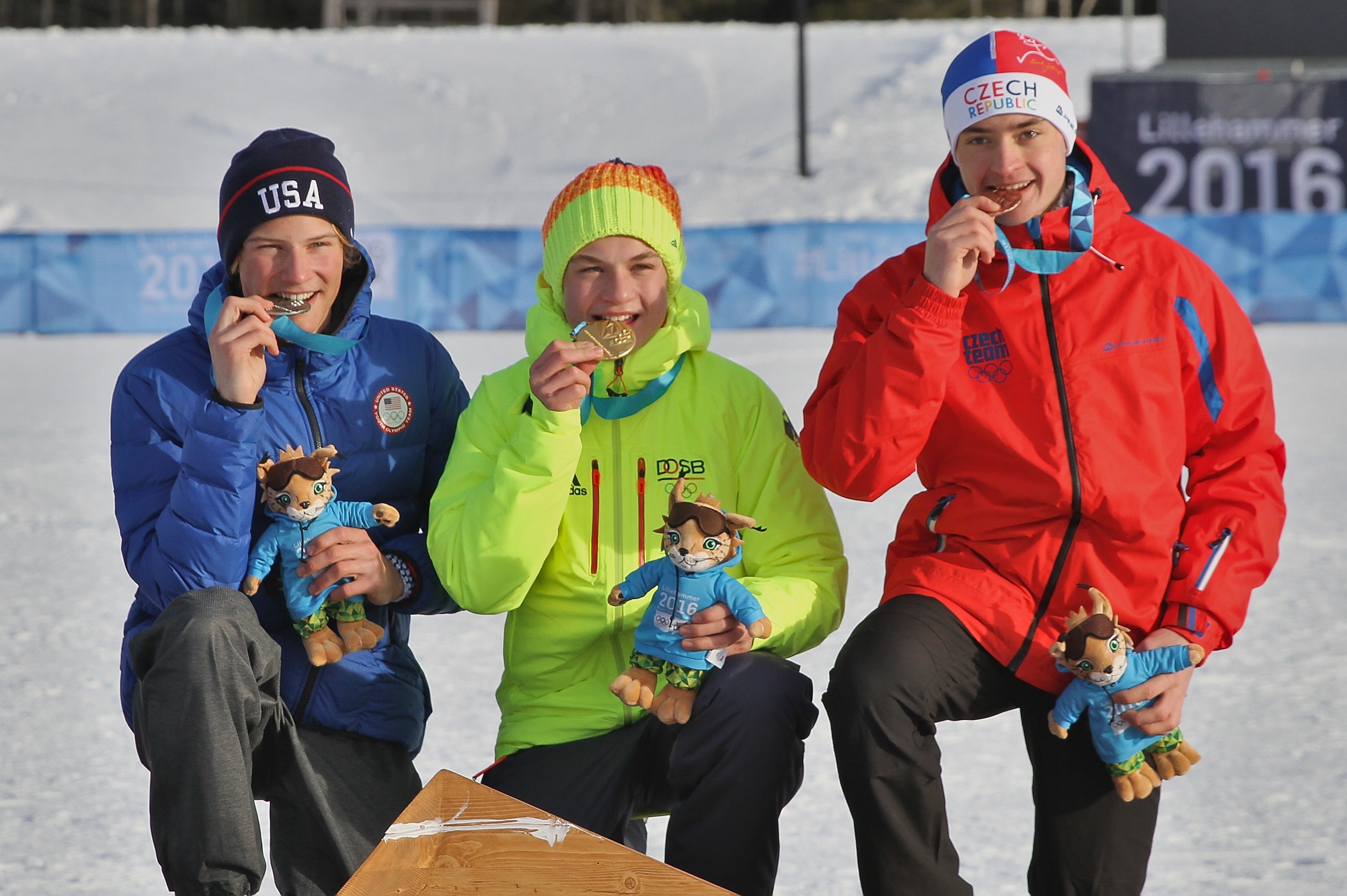
medailisté na ZOHM 2016 v Lillehammeru, zleva Tim Kopp (GER), Ben Loomis (USA) a Ondřej Pažout

Ondřej Pažout (* 1. července 1998 Turnov) je český sdruženář, olympionik a juniorský mistr světa.
Na zimních olympijských hrách mládeže 2016 v Lillehammeru získal bronz. Startoval také na Zimních olympijských hrách 2018, kde se v závodě na velkém můstku umístil na 34. místě, v závodě na středním můstku skončil na 37. příčce. Pomohl také českému týmu k 7. místu v závodu družstev. Na MS v Oberstdorfu se umístil na středním můstku 13. a na velkém můstku 24., v týmové soutěži skoncila výprava české republiky na 8. místě. Na Olympijských hrách v Pekingu 2022 se umístil na 29. místě na velkém i na malém můstku. V závodě týmu se tým České republiky mistil na 8. místě